# Episodi di Squadra Speciale Stoccarda (ottava stagione)
L'ottava stagione della serie televisiva Squadra speciale Stoccarda è stata trasmessa in prima visione assoluta sul canale tedesco ZDF dal 6 ottobre 2016 al 30 marzo 2017.
In Italia la stagione è stata trasmessa in prima visione assoluta su Rai 2 dal 26 agosto 2020 al 7 settembre 2023, con una programmazione estremamente discontinua tant'è che l'intervallo di tempo trascorso, tra un episodio e l'altro, è vicino all'anno.
| N° | Titolo originale            | Titolo in italiano         | Prima TV Germania | Prima TV Italia   |
| -- | --------------------------- | -------------------------- | ----------------- | ----------------- |
| 1  | Tabu                        | Tabù                       | 6 ottobre 2016    | 26 agosto 2020    |
| 2  | Rendezvous mit dem Tod      | Appuntamento con la morte  | 13 ottobre 2016   | 27 agosto 2020    |
| 3  | Faustrecht                  | Diritto del più forte      | 20 ottobre 2016   | 28 agosto 2020    |
| 4  | Fluch des Geldes            | La maledizione del denaro  | 27 ottobre 2016   | 6 giugno 2021     |
| 5  | Dirty Harry                 | Truffe e inganni           | 3 novembre 2016   | 13 giugno 2021    |
| 6  | Mordssendung                | Morte in diretta           | 10 novembre 2016  | 12 giugno 2022    |
| 7  | Hakuna Matata               | Prendere o lasciare        | 17 novembre 2016  | 26 giugno 2022    |
| 8  | Wenn Sterne lügen           | Quando le stelle mentono   | 24 novembre 2016  | 26 giugno 2022    |
| 9  | Drei Schüsse für Friedemann | Tre colpi per Friedmann    | 1º dicembre 2016  | 24 luglio 2022    |
| 10 | Kaiserbaby                  | La bambola dell'imperatore | 8 dicembre 2016   | 30 luglio 2022    |
| 11 | Tante Emma                  | La zia Emma                | 15 dicembre 2016  | 7 agosto 2022     |
| 12 | Bereit bis in den Tod       | Il gruppo                  | 22 dicembre 2016  | 28 agosto 2022    |
| 13 | Wechselschritt              | Passi alternati            | 29 dicembre 2016  | 11 settembre 2022 |
| 14 | Melodie des Todes           | Melodia di morte           | 12 gennaio 2017   | 8 ottobre 2022    |
| 15 | Wie du mir                  | Due casi, una soluzione    | 19 gennaio 2017   | 9 ottobre 2022    |
| 16 | Bei Einschluss Mord         | Omicidio incluso           | 26 gennaio 2017   | 22 ottobre 2022   |
| 17 | King of Vegan               | Il re del vegano           | 2 febbraio 2017   | 5 novembre 2022   |
| 18 | Ferngesteuert               | Telecomandati              | 9 febbraio 2017   | 12 novembre 2022  |
| 19 | Tod in der Markthalle       | Morte al mercato coperto   | 16 febbraio 2017  | 3 dicembre 2022   |
| 20 | Viel Liebe                  | Tanto amore                | 23 febbraio 2017  | 10 dicembre 2022  |
| 21 | Der Held von Stuttgart      | L'eroe di Stoccarda        | 2 marzo 2017      | 10 marzo 2023     |
| 22 | In guten Händen             | In buone mani              | 9 marzo 2017      | 17 marzo 2023     |
| 23 | Die Akte Jo                 | Il fascicolo di Jo         | 16 marzo 2017     | 19 agosto 2023    |
| 24 | Spielfeld des Todes         | Morte in campo             | 23 marzo 2017     | 26 agosto 2023    |
| 25 | Letzte Rettung              | L'ultimo salvataggio       | 30 marzo 2017     | 7 settembre 2023  |

## Tabù
- Titolo originale: Tabu
- Diretto da:
- Scritto da:

## Appuntamento con la morte
- Titolo originale: Rendezvous mit dem Tod
- Diretto da:
- Scritto da:

## Diritto del più forte
- Titolo originale: Faustrecht
- Diretto da:
- Scritto da: